# Antipodparakit
Antipodparakit (Cyanoramphus unicolor) är en fågel i familjen östpapegojor inom ordningen papegojfåglar.

## Utseende och läte
Antipodparakit är en 32 cm lång, knubbig parakit med nästan helt grön fjäderdräkt. Den är grön på huvud och kropp, medan vingtäckarna och några vingpennor är blå. Rödpannad parakit har röd hjässa och rött i en fläck bakom ögat. Lätet består av olika tjattrande ljud, mörkare än andra Cyanoramphus-arter.

## Utbredning och systematik
Fågeln förekommer lokalt på Antipodöarna utanför Nya Zeeland. Den behandlas som monotypisk, det vill säga att den inte delas in i några underarter.

## Status
IUCN kategoriserar arten som sårbar.